# 1994-es karibi kupa
Az 1994-es karibi kupa volt a torna ötödik kiírása. A kupát Trinidad és Tobagóban rendezték.

## Selejtező
Martinique, valamint Trinidad és Tobago automatikusan a csoportkörben kezdték a tornát.

### 1. csoport
| Csapat      | P | M | Gy | D | V | KG | RG |
| ----------- | - | - | -- | - | - | -- | -- |
| Barbados    | 3 | 2 | 1  | 0 | 1 | 4  | 3  |
| Grenada     | 3 | 2 | 1  | 0 | 1 | 4  | 4  |
| Puerto Rico | 3 | 2 | 1  | 0 | 1 | 1  | 2  |

| Barbados | 0 - 1 | Puerto Rico |
| Grenada  | 2 - 0 | Puerto Rico |
| Barbados | 4 - 2 | Grenada     |

### 2. csoport
| Csapat                                | P | M | Gy | D | V | RG | KG |
| ------------------------------------- | - | - | -- | - | - | -- | -- |
| Guadeloupe                            | 6 | 2 | 2  | 0 | 0 | 11 | 0  |
| Saint Vincent és a Grenadine-szigetek | 3 | 2 | 1  | 0 | 1 | 2  | 2  |
| Anguilla                              | 0 | 2 | 0  | 0 | 2 | 0  | 11 |

| Guadeloupe                            | 9 - 0 | Anguilla   |
| Saint Vincent és a Grenadine-szigetek | 2 - 0 | Anguilla   |
| Saint Vincent és a Grenadine-szigetek | 0 - 2 | Guadeloupe |

### 3. csoport
| Csapat         | P | M | Gy | D | V | RG | KG |
| -------------- | - | - | -- | - | - | -- | -- |
| Suriname       | 6 | 2 | 2  | 0 | 0 | 4  | 0  |
| Francia Guyana | 1 | 2 | 0  | 1 | 1 | 2  | 3  |
| Guyana         | 1 | 2 | 0  | 1 | 1 | 1  | 4  |

| Suriname | 1 - 0 | Francia Guyana |
| Guyana   | 1 - 1 | Francia Guyana |
| Suriname | 2 - 0 | Guyana         |

### 4. csoport
| Csapat               | P | M | Gy | D | V | RG | KG |
| -------------------- | - | - | -- | - | - | -- | -- |
| Dominikai Közösség   | 6 | 2 | 2  | 0 | 0 | 7  | 4  |
| Saint Kitts és Nevis | 3 | 2 | 1  | 0 | 1 | 11 | 5  |
| Antigua és Barbuda   | 3 | 2 | 1  | 0 | 1 | 10 | 3  |
| Montserrat           | 0 | 2 | 0  | 0 | 2 | 1  | 17 |

| Saint Kitts és Nevis | 9 - 1 | Montserrat         |
| Dominikai Közösség   | 3 - 2 | Antigua és Barbuda |
| Saint Kitts és Nevis | 2 - 3 | Dominikai Közösség |
| Antigua és Barbuda   | 8 - 0 | Montserrat         |
| Saint Kitts és Nevis | ? - ? | Antigua és Barbuda |
| Dominikai Közösség   | -     | Montserrat         |

### 5. csoport
| Csapat               | P | M | Gy | D | V | RG | KG |
| -------------------- | - | - | -- | - | - | -- | -- |
| Kajmán-szigetek      | 9 | 3 | 3  | 0 | 0 | 13 | 2  |
| Jamaica              | 6 | 3 | 2  | 0 | 1 | 18 | 5  |
| Sint Maarten         | 3 | 3 | 1  | 0 | 2 | 5  | 9  |
| Brit Virgin-szigetek | 0 | 3 | 0  | 0 | 3 | 0  | 20 |

| Kajmán-szigetek | 5 - 0  | Brit Virgin-szigetek |
| Jamaica         | 3 - 2  | Sint Maarten         |
| Kajmán-szigetek | 5 - 0  | Sint Maarten         |
| Jamaica         | 12 - 0 | Brit Virgin-szigetek |
| Sint Maarten    | 3 - 0  | Brit Virgin-szigetek |
| Kajmán-szigetek | 3 - 2  | Jamaica              |

### 6. csoport
Kuba visszalépett.
| Csapat                | P | M | Gy | D | V | RG | KG |
| --------------------- | - | - | -- | - | - | -- | -- |
| Haiti                 | 3 | 1 | 1  | 0 | 0 | 1  | 0  |
| Dominikai Köztársaság | 0 | 1 | 0  | 0 | 1 | 0  | 1  |

| Haiti | 1 - 0 | Dominikai Köztársaság |

## Csoportkör

### A csoport
| Csapat             | P | M | Gy | D | V | RG | KG | GK  |
| ------------------ | - | - | -- | - | - | -- | -- | --- |
| Trinidad és Tobago | 7 | 3 | 2  | 1 | 0 | 7  | 0  | +7  |
| Guadeloupe         | 5 | 3 | 1  | 2 | 0 | 7  | 2  | +5  |
| Barbados           | 2 | 3 | 0  | 2 | 1 | 3  | 5  | -2  |
| Dominikai Közösség | 1 | 3 | 0  | 1 | 2 | 1  | 11 | -10 |

| Barbados           | 2 - 2 | Guadeloupe         |
| Trinidad és Tobago | 5 - 0 | Dominikai Közösség |
| Barbados           | 1 - 1 | Dominikai Közösség |
| Trinidad és Tobago | 0 - 0 | Guadeloupe         |
| Guadeloupe         | 5 - 0 | Dominikai Közösség |
| Trinidad és Tobago | 2 - 0 | Barbados           |

### B csoport
| Csapat          | P | M | Gy | D | V | GK | KG | GK |
| --------------- | - | - | -- | - | - | -- | -- | -- |
| Martinique      | 7 | 3 | 2  | 1 | 0 | 6  | 1  | +5 |
| Suriname        | 4 | 3 | 1  | 1 | 1 | 3  | 3  | 0  |
| Haiti           | 4 | 3 | 1  | 1 | 1 | 4  | 6  | -2 |
| Kajmán-szigetek | 1 | 3 | 0  | 1 | 2 | 3  | 6  | -3 |

| Martinique | 2 - 0 | Suriname        |
| Haiti      | 3 - 2 | Kajmán-szigetek |
| Suriname   | 2 - 0 | Kajmán-szigetek |
| Haiti      | 0 - 3 | Martinique      |
| Suriname   | 1 - 1 | Haiti           |
| Martinique | 1 - 1 | Kajmán-szigetek |

## Kieséses szakasz

### Elődöntők
| 1994. április 14. |

| Trinidad és Tobago  | 3–2 | Suriname      |
| ------------------- | --- | ------------- |
| Faustin (2) Dwarika |     | Tol Kampenaar |

|  |

| 1994. április 14. |

| Martinique | 4–2 | Guadeloupe |
| ---------- | --- | ---------- |
|            |     |            |

|  |

### Bronzmérkőzés
| 1994. április 16. |

| Guadeloupe | 2–0 | Suriname |
| ---------- | --- | -------- |
|            |     |          |

|  |

### Döntő
| 1994. április 17. |

| Trinidad és Tobago                     | 7–2 | Martinique      |
| -------------------------------------- | --- | --------------- |
| Charles (2) Pacheco (2) Eve (2) Thomas |     | Fondelot Sophie |

|  |